# Portret Fayyum

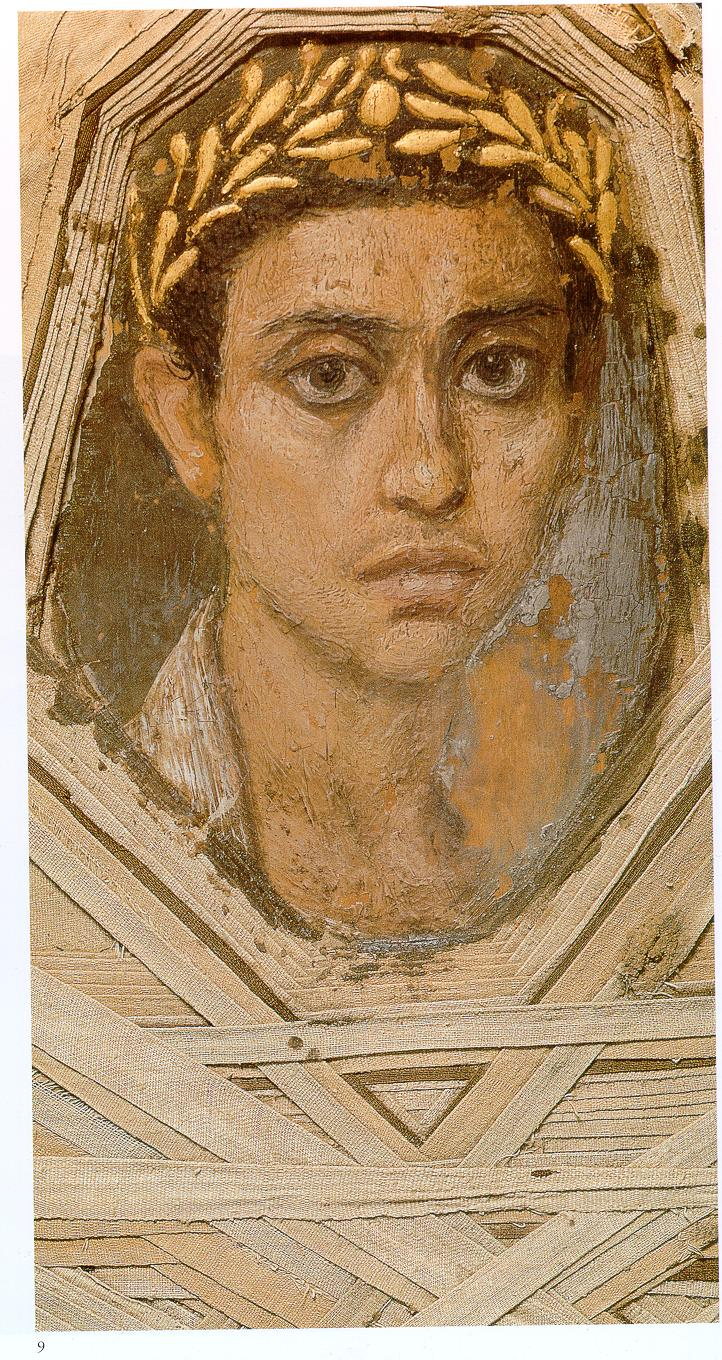

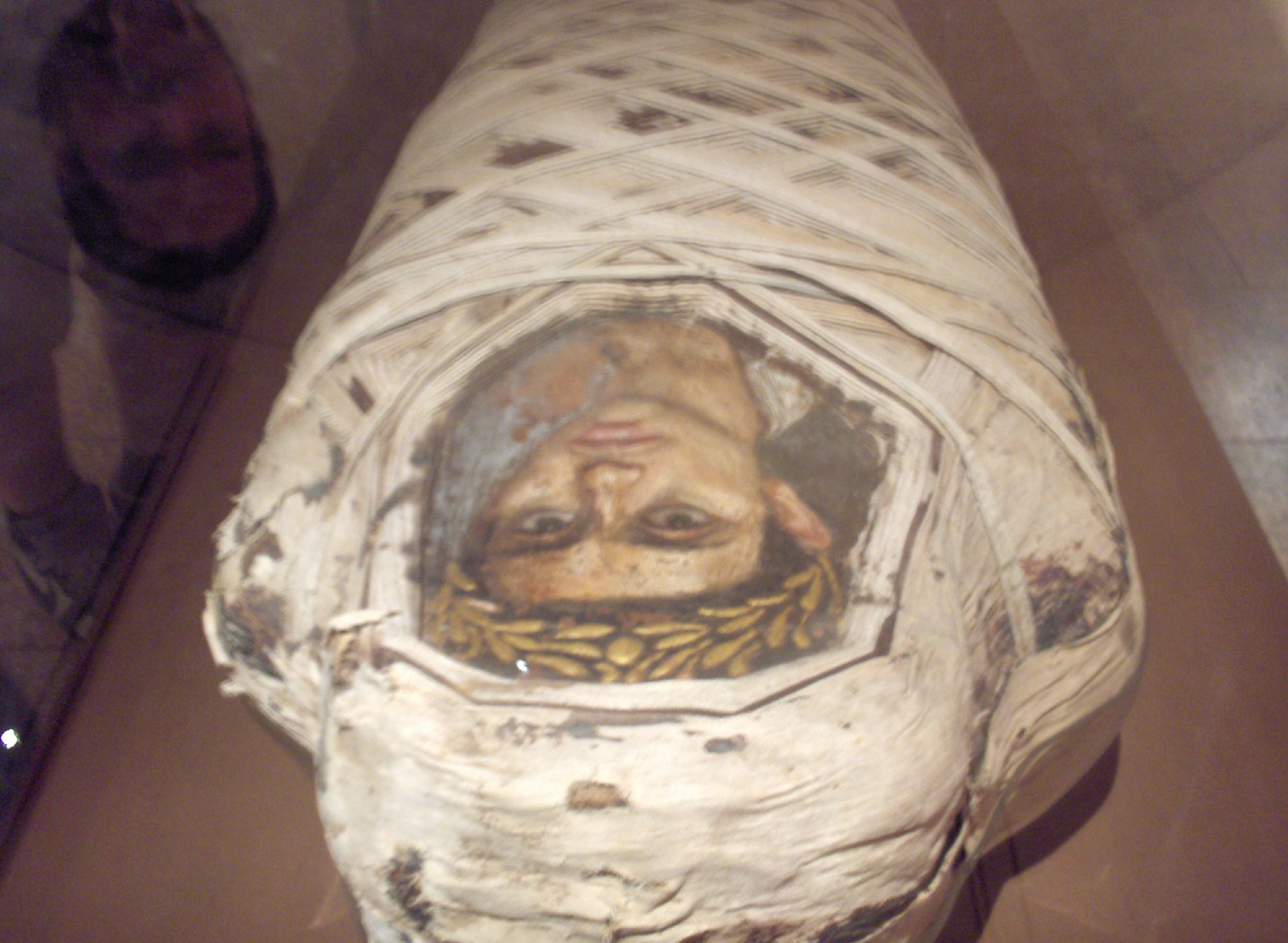

Portretul de mumie (sau portretul Fayyum) este denumirea modernă dată unor antice portrete funerare picturale ale unor oameni atașate mumiilor lor care au fost descoperite la sfârșitul secolului al XIX-lea sub nisipurile Deșertului Libian din Egipt, dar mai ales lângă oaza Fayyum și Antinoöpolis. Ele datează din perioada romană, provincia romană Aegyptus, practica începând aparent la sfârșitul secolului I î.Hr. sau începutul secolului I. Sfârșitul acestui obicei este contestat, dar cercetări recente consideră că răspunsul este spre mijlocul secolului al III-lea.
Portretele mumiilor arată în mare parte o persoană într-un portret frontal sau într-o vedere frontală. Fundalul imaginii este păstrat întotdeauna într-o singură culoare. În tradiția lor artistică, aceste sculpturi sunt în mod clar de origine romană. Din punct de vedere tehnic, se pot distinge două grupe: picturile în encaustică (pictura pe ceară) și în tempera, primele fiind de o calitate superioară.
Semnele caracteristice ale portretelor de mumie din a doua jumătate a acestei perioade (secolele III-IV) marchează clar influențele artei creștine timpurii și, la rândul lor, influențează pictura medievală bizantină.
În prezent sunt cunoscute aproximativ 900 de astfel de portrete, deținute de peste 100 de muzee din întreaga lume.